# سریکانت (فیلم)
سریکانت (به انگلیسی: Srikanth) فیلم زندگی‌نامه‌ای هندی زبان به کارگردانی توشار هیراناندانی است که در سال ۲۰۲۴ اکران گردید، داستان فیلم دربارهٔ زندگی سریکانت بولا، کارخانه دار دارای اختلال بینایی و مؤسس صنایع بولانت است. راجکومار رائو نقش شخصیت اصلی را بازی می‌کند، سایر بازیگران اصلی جیوتیکا، آلایا اف و شاراد کلکار هستند.
این فیلم در مدت دو ماه حد فاصل نوامبر ۲۰۲۲ تا ژانویه ۲۰۲۳، در مکان‌های مختلفی از هند و ایالات متحده فیلمبرداری شد. فیلم سریکانت در روز ۱۰ مه ۲۰۲۴، هنگام جشنواره آکشایا تریتا اکران گردید.